# Shahrestān-e Rāmsar
Shahrestān-e Rāmsar (persiska: شهرستان رامسر, رامسر) är en delprovins (shahrestan) i Iran.   Den ligger i provinsen Mazandaran, i den norra delen av landet, 140 km nordväst om huvudstaden Teheran.
Delprovinsen hade 74 179 invånare 2016.